# Нехайківська сільська рада
Неха́йківська сільська́ ра́да — адміністративно-територіальна одиниця та орган місцевого самоврядування у Драбівському районі Черкаської області. Адміністративний центр — село Нехайки.

## Загальні відомості
- Населення ради: 1 361 особа (станом на 2001 рік)

## Населені пункти
Сільській раді підпорядковані населені пункти:
- с. Нехайки
- с. Привітне

## Склад ради
Рада складається з 16 депутатів та голови.
- Голова ради: Тарасенко Віталій Петрович
- Секретар ради: Пасіка Ніна Іванівна

### Керівний склад попередніх скликань
| Прізвище, ім'я, по батькові   | Основні відомості                                                         | Дата обрання | Дата звільнення |
| ----------------------------- | ------------------------------------------------------------------------- | ------------ | --------------- |
| Шевченко Володимир Васильович | Сільський голова, 1964 року народження, член Народної партії              | 26.03.2006   | 31.10.2010      |
| Тарасенко Віталій Петрович    | Сільський голова, 1975 року народження, освіта вища, член Партії регіонів | 31.10.2010   |                 |

Примітка: таблиця складена за даними сайту Верховної Ради України

### Депутати
За результатами місцевих виборів 2010 року депутатами ради стали:

#### За суб'єктами висування
| Суб'єкт висування                                       | Кількість обраних депутатів | %    |
| ------------------------------------------------------- | --------------------------- | ---- |
| Політична партія Всеукраїнське об'єднання «Батьківщина» | 7                           | 43,8 |
| Народна партія                                          | 5                           | 31,3 |
| Самовисування                                           | 4                           | 25   |

#### За округами
| № округу                                                | Прізвище, ім'я, по батькові       | Дата визнання обраним | Освіта             | Партійна приналежність | Відомості про обраного депутата                                |
| ------------------------------------------------------- | --------------------------------- | --------------------- | ------------------ | ---------------------- | -------------------------------------------------------------- |
| Народна Партія                                          |                                   |                       |                    |                        |                                                                |
| 5                                                       | Підлий Сергій Миколайович         | 08.11.2010            | середня            | член Народної партії   | ТОВ"АтлантикФармз-II", газоелектрозварювальник                 |
| 13                                                      | Кияшко Сергій Григорович          | 08.11.2010            | середня спеціальна | член Народної партії   | СТОВ"Пальміра", відділПетровського, бригадирбудівельноїбригади |
| 14                                                      | Миколаєнко Катерина Володимирівна | 08.11.2010            | середня            | член Народної партії   | СТОВ"Пальміра"відділПетровського, свинарка                     |
| 15                                                      | Косяченко Олексій Григорович      | 08.11.2010            | середня спеціальна | член Народної партії   | СТОВ"Пальміра" відділ Петровського, електрик                   |
| 16                                                      | Опанасенко Наталія Федорівна      | 08.11.2010            | середня            | член Народної партії   | СТОВ"Пальміра"відділПетровського, свинарка                     |
| Політична партія Всеукраїнське об'єднання «Батьківщина» |                                   |                       |                    |                        |                                                                |
| 1                                                       | Коваленко Валерій Петрович        | 08.11.2010            | середня            | позапартійний          | Атлантик Фармз-II"ТОВ ", водій                                 |
| 4                                                       | Яременко Ярослав Іванович         | 08.11.2010            | середня            | позапартійний          | Атлантик Фармз-II"ТОВ ", тракторист                            |
| 6                                                       | Клочко Анатолій Олександрович     | 08.11.2010            | середня            | позапартійний          | ТОВ"АтлантикФармз-II", коваль                                  |
| 9                                                       | Жукова Людмила Михайлівна         | 08.11.2010            | середня            | позапартійна           | Нехайківськевідділення зв'язку, листоноша                      |
| 10                                                      | Сиваш Олег Анатолійович           | 08.11.2010            | середня            | позапартійний          | приватне підприємство, водій                                   |
| 11                                                      | Педаш Ольга Василівна             | 08.11.2010            | середня спеціальна | позапартійна           | ТОВ"Атлантик Фармз-II", завідуючастолової                      |
| 12                                                      | Кива Микола Іванович              | 08.11.2010            | середня            | позапартійний          | ТОВАтлантик Фармз-II"", водій                                  |
| Самовисування                                           |                                   |                       |                    |                        |                                                                |
| 2                                                       | Степаненко Юрій Іванович          | 08.11.2010            | середня спеціальна | позапартійний          | Нехайківська лікарська амбулаторія, фельдшер                   |
| 3                                                       | Турукало Надія Миколаївна         | 08.11.2010            | середня спеціальна | позапартійна           | Нехайківська сільська рада, секретар                           |
| 7                                                       | Тищенко Катерина Олександрівна    | 08.11.2010            | середня спеціальна | позапартійна           | тимчасово не працює                                            |
| 8                                                       | Пасіка Ніна Іванівна              | 08.11.2010            | середня спеціальна | член Партії регіонів   | Нехйківська сільська рада, бухгалтер                           |